# Gare de Fouilloy
Gare de Fouilloy vasútállomás Franciaországban, Fouilloy településen.

## Vasútvonalak
Az állomást az alábbi vasútvonalak érintik:
- Amiens–Rouen-vasútvonal

## Kapcsolódó állomások
A vasútállomáshoz az alábbi állomások vannak a legközelebb:
- Gare de Poix-de-Picardie
- Gare d’Abancourt